# Pancho Villa
José Doroteo Arango Arámbula (San Juan del Río, Durango, 5 de junho de 1878 – Parral, Chihuahua, 20 de julho de 1923), mais conhecido pelo seu pseudônimo Francisco Villa e pelo hipocorístico Pancho Villa, foi um dos generais e comandantes mais conhecidos da Revolução Mexicana.

## Biografia
Doroteo Arango nasceu em Durango e viveu até os 16 anos como trabalhador rural. Com essa idade foi acusado de matar um fazendeiro que atacara sua irmã. Para fugir das perseguições da justiça alistou-se no exército mexicano. Como chefe de guarnição, em 1910, apoiou Francisco Madero no combate à ditadura controlada por Porfirio Díaz.
Um ano após, no mês de maio, Pancho foi exilado e Madero assumiu o governo.
Em 1912, o general Victoriano Huerta, que deporia e substituiria Francisco Madero, condenou Pancho Villa à morte, por insubordinação.
Ele conseguiu se refugiar nos Estados Unidos, com a ajuda de Madero. Após a morte de Madero e a instauração de uma ditadura no México por Huerta, Pancho Villa retornou ao seu país para integrar as forças de Venustiano Carranza, opositor do ditador.
Com seu pessoal espalhado por todo o México, Pancho Villa, Venustiano Carranza, Álvaro Obregón e Emiliano Zapata unem-se num exército que combateu a ditadura, em uma guerra civil.
Pancho recebeu o comando da cavalaria com mais de 40 mil homens, o que foi decisivo para derrubar o regime de Huerta. Carranza assumiu o poder, mas Pancho Villa retornou à luta armada, após ter se desentendido com o novo governante. Assim, Pancho controlou o norte do país.
O governo mexicano convocou uma força expedicionária norte-americana para capturar o revolucionário, mas Pancho escapou. Com a deposição de Venustiano Carranza, Pancho tornou-se fazendeiro no interior do país.
Ele se casou várias vezes, tendo filhos com oito mulheres. Em 1923, ele foi assassinado numa emboscada.

## As batalhas de Celaya e Agua Prieta

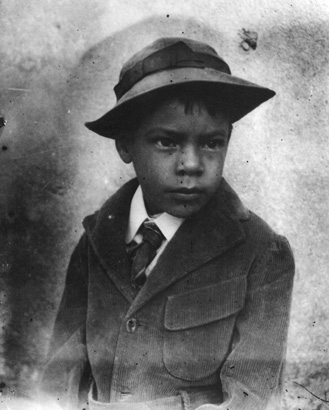
Agustín Villa, filho de Asunción Villaescusa e Francisco (Pancho) Villa.

Numa só batalha, em 1915, seguida de uma emboscada, fizeram com que Pancho Villa, o caudilho da Divisão do Norte, perdesse a maior parte dos seus efetivos.
Em Celaya, ele travou combate com as forças de Álvaro Obregón que, com suas metralhadoras, ceifaram os villistas aos milhares. Estima-se que foram14 mil seguidores mortos ou feridos, mas alguns historiadores dizem que este número pode chegar em até 30 mil.
Pouco depois, ao aproximar-se à noite com os seus remanescentes do lugarejo Agua Pietra, ele foi emboscado pelas forças do governo, que, recorrendo aos fogos luminosos, puderam fartar-se em atirar à vontade contra os villistas, desprotegidos em meio ao clarão.
Estes dois sucessos militares foram possíveis porque os Estados Unidos, ao reconhecerem o governo de Venustiano Carranza, não só permitiram que o governo utilizasse as vias férreas estadunidenses para derrotar Villa, como também ofertaram-lhe as armas modernas. Para o revolucionário que seguiam o caudilho, os norte-americanos passaram a ser seus maiores inimigos.

## Batalha de Santa Isabel
A primeira operação que Villa ordenou diretamente contra os norte-americanos foi uma forma de revidar a intervenção branca dos Estados Unidos, favoráveis ao governo, contra o qual era Villa.
Na verdade trata-se de uma emboscada a 17 engenheiros texanos que estavam no México a convite do governo para reativar as minas do Estado de Chihuahua, e que vinham a bordo do trem que se dirigia a Santa Isabel.
Em contrapartida a opinião pública norte-americana ficou estupefata, mas o presidente Wilson negou-se a empreender naquele momento qualquer ato de represália. Villa então foi adiante, justificando seu ato como uma reparação aos estragos que as metralhadoras do presidente Wilson haviam feito nos mexicanos. E, também, para deixar mal o governo de Carranza que, segundo ele, teria vendido o México aos "gringos", o que na verdade conseguiu.

## O ataque a Columbus

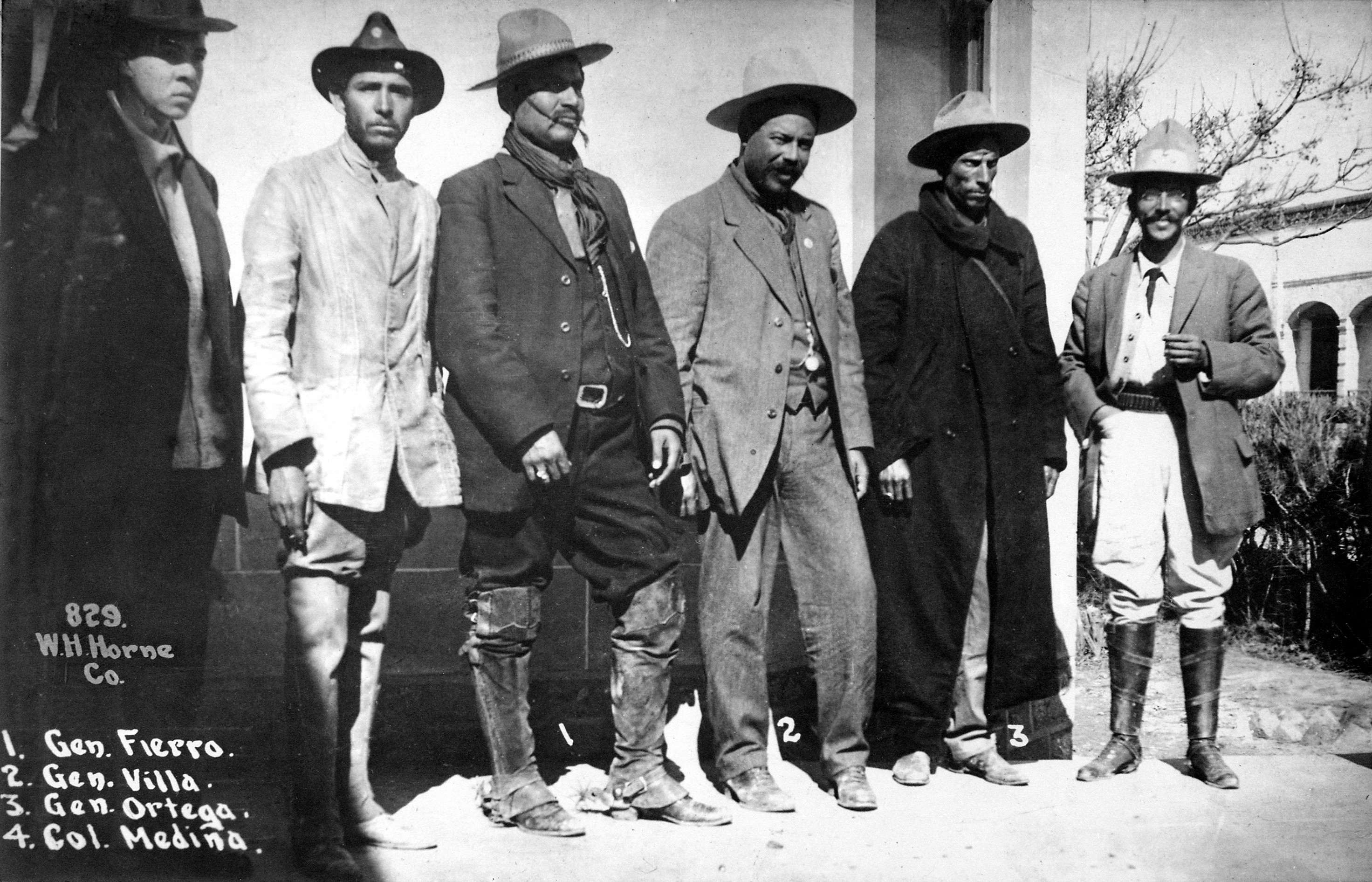
Pancho Villa (3º da direita para a esquerda) junto com outros revolucionários, em 1913.

A gota d'água veio a seguir, quando Villa conduziu sua gente a um grande assalto contra Columbus. Esta era uma cidadezinha situada no Novo México e que abrigava, nas suas proximidades, um forte de cavalaria em Camp Furlong, com uns 350 milicianos.
Na madrugada do dia 9 de março de 1916, uma tropa de villistas, uns 500 homens montados, tendo à frente o próprio caudilho, tomou o forte de surpresa. Em seguida, foi à cidade saqueando-a e ateando-lhe fogo, permanecendo aí por cinco horas. Os norte-americanos queimaram os corpos de 70 a 75 mexicanos mortos no ataque.
No dia seguinte, as manchetes dos jornais norte-americanos estamparam com estardalhaço o acontecimento. Villa havia sido o primeiro mexicano em toda a história a invadir os Estados Unidos. Foi um pandemônio. Desta vez o presidente Wilson não contemporizou. Columbus mesmo tornou-se a base de onde partiu a expedição punitiva.

### Expedição punitiva norte-americana
Em retaliação ao ataque que o revolucionário mexicano Pancho Villa fizera em março de 1916 à pequena cidade de Columbus, situada nos limites dos Estados Unidos com o México, o presidente Woodrow Wilson ordenou que o general John Pershing, comandante da fronteira, fizesse uma expedição punitiva para responder à audácia do aventureiro mexicano.
Desta forma, Pancho Villa tornou-se o primeiro inimigo dos Estados Unidos a ser caçado implacavelmente no exterior. Tratou-se da maior operação militar que os norte-americanos fizeram desde o fim da guerra contra Espanha em 1898.
O encarregado da missão de capturar Villa foi o general John Pershing, militar experiente, veterano da guerra de 1898 e da recente repressão aos filipinos, que aproveitou-se da ocasião para fazer uma série de experiências com novas táticas militares.
Levou consigo, atrás da trilha de Villa, aviões, caminhões e veículos de combate, além de uma força expedicionária de 4 800 homens, penetrando quase 480 km no interior do território de Chihuahua. Dentre seus homens esteve o futuro general Patton, que se sobressairia em uma luta contra os mexicanos, na qual matou dois deles, inclusive o "General" Julio Cardenas, guarda-costas de Villa.
Tudo inútil. O caudilho, experiente como um puma, ocultara-se nos altos da Sierra Madre e nem os voos de reconhecimento revelaram quaisquer pistas dele. Inevitavelmente, os atritos entre norte-americanos e mexicanos não cessaram de trazer desconforto ao governo Carranza, que se mostrara muito cuidadoso em dar liberdade total às manobras de Pershing.
Em 21 de junho de 1916, deu-se o chamado Affair Carrizal, quando um destacamento norte-americano desentendeu-se com a população do lugarejo que resistiu à passagem de soldados estrangeiros por dentro da sua cidade, havendo troca de tiros com algumas baixas de parte a parte. Embaraço que quase levou o presidente Wilson, mobilizando 75 mil integrantes da Guarda Nacional, a declarar a guerra contra o México.

### O fracasso norte-americano e a retirada
Por fim, reconhecendo a inutilidade da expedição punitiva e o desgaste que a presença das tropas norte-americanas trazia para ambas as administrações, a de Wilson e a de Carranza, e com a aproximação crescente das nuvens da guerra europeia, iniciada em 1914, os norte-americanos decidiram-se por retirar seus soldados do solo mexicano.
Alcançar Villa, naquela vastidão dos descampados áridos, era o mesmo que localizar uma agulha no palheiro. Àquela altura os expedicionários chegavam a 10 690 homens que começaram a voltar para o outro lado da fronteira em 27 de janeiro de 1917.

## Participação de Villa em outros eventos
Desde 1910, o México, vizinho dos Estados Unidos, estava em convulsão revolucionária. No final daquele ano, Francisco Madero recrutara as mais diversas forças de oposição à ditadura de Porfirio Díaz, um regime que se prolongava por décadas e estava em agonia, para pôr um fim à autocracia.
Entre os arrebanhados estava Pancho Villa, homem famoso na região de Durango e Chihuahua ambas localizadas no norte do México, pelo seu passado pouco recomendado de ladrão de gado e assaltante de bancos, mas figura muito popular entre os humildes locais. Neste primeiro turno da Revolução Mexicana, que no total estendeu-se por sete anos, encerrando-se por exaustão de todos em 1917, Díaz foi deposto e Madero empossado como o novo presidente do México.
Logo a seguir, em fevereiro de 1913, foi a vez de Madero ser assassinado a mando do general Huerta, um ex-porfirista que era chefe do exército, ensejando a abertura de um segundo turno revolucionário.
Para financiar suas batalhas, Villa vendeu os direitos de filmagem de suas batalhas. Com isto, foi feito um filme no início do século, que foi refilmado em 2003 com Antonio Banderas no papel de Villa. O filme chamou-se E Estrelando Pancho Villa, sendo indicado ao Globo de Ouro de Melhor Ator - Mini-série/Filme para TV (Antonio Banderas). O contrato feito por Pancho Villa com Frank Thayer e a Mutual Film Company está atualmente em exibição em um museu na Cidade do México. O contrato foi firmado em 5 de janeiro de 1914.
Venustiano Carranza, um dos governadores de província, dizendo-se chefe constitucionalista, juntamente com Álvaro Obregón e Pancho Villa, pegou em armas contra o general Huerta, que, isolado, exilou-se do país em 1915. Então deu-se o desentendimento entre os três vitoriosos, Carranza, Obregon e Villa, e um terceiro turno revolucionário se iniciou.

## Morte de Villa

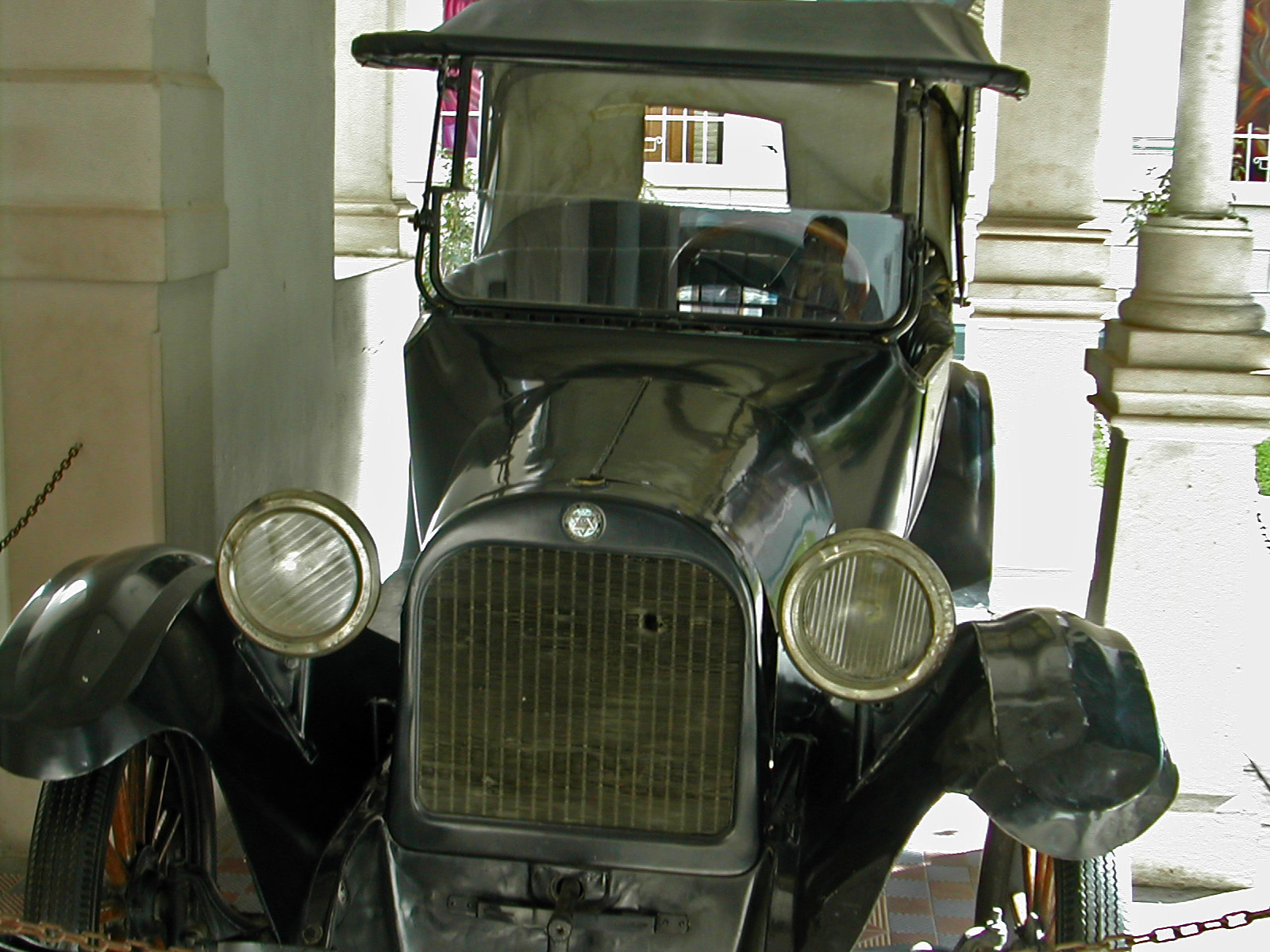
O carro de Pancho Villa, onde foi assassinado.

Pouco a pouco Villa foi-se convertendo de novo em um guerrilheiro e suas atividades se limitaram cada vez mais pela escassez de armas. Assim se manteve de 1917 a 1920, salvo um período de reaparição, quando Felipe Ángeles voltou ao país para lutar ao lado de Francisco Villa. Adolfo de la Huerta, ao assumir a presidência interina do país como fruto do movimento de Água Prieta, sugeriu a rendição de Francisco Villa. Em 26 de junho de 1920, Villa assinou os convênios de Sabinas, obrigando-se a depor as armas e a retirar-se na fazenda de Canutillo, Durango, que o governo lhe havia concedido em propriedade por serviços prestados pela revolução.
A partir de 1920, Villa dedicou-se a administrar a fazenda de Canutillo. Desde então começou sistematicamente a recuperar os tesouros que tinha ocultado em diversos esconderijos (o mito popular é que juntou tudo numa cova oculta na Sierra Madre). Villa fazia excursões solitárias à montanha, às vezes durante vários dias. Entretanto, Álvaro Obregón fora eleito presidente do México.
Villa provavelmente foi assassinado porque estava falando publicamente sobre voltar à política quando as eleições de 1924 se aproximavam. Obregón não poderia concorrer novamente à presidência, então havia incerteza política sobre a sucessão presidencial. Obregón favoreceu o colega general Plutarco Elías Calles para a presidência. Se Villa voltasse a entrar na política, complicaria a situação política para Obregón e os generais de Sonora. Assassinar Villa beneficiou os planos de Obregón, que escolheu alguém que em nada correspondia ao seu poder e carisma, e Calles, que queria ardentemente ser presidente a qualquer custo. Nunca foi provado quem foi o responsável pelo assassinato, mas o biógrafo de Villa, Friedrich Katz, Jesús Salas Barraza assumiu a responsabilidade de proteger Obregón e Calles. A maioria dos historiadores atribui a morte de Villa a uma conspiração bem planejada, provavelmente iniciada por Plutarco Elías Calles e seu associado, general Joaquín Amaro, com pelo menos a aprovação tácita de Obregón.:393
Mediante uma emboscada organizada pela polícia secreta e pelos pistoleiros a soldo de familiares de antigas vítimas de Villa, foi assassinado a tiros o famoso bandoleiro transformado em general revolucionário. Era a tarde do dia 20 de julho de 1923, quando Pancho Villa morreu no seu automóvel, atingido por 47 balas de pistola quando se dirigia a uma festa familiar.

### Consequências de sua morte

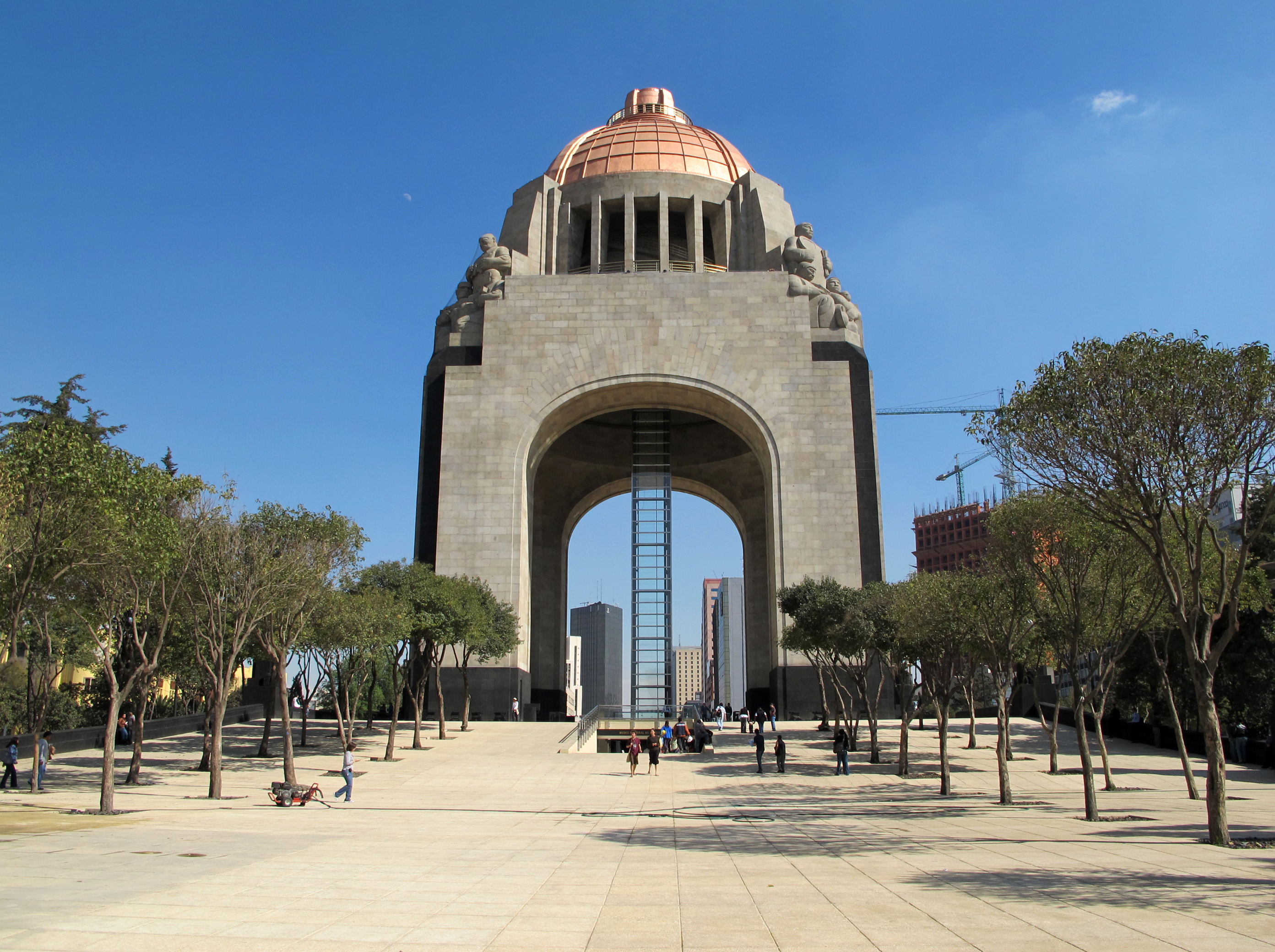
O Monumento a la Revolución na Cidade do México, onde vários revolucionários, incluindo Villa, estão enterrados neste local de peregrinação à Revolução, mesmo que tenham sido adversários durante o conflito.

Villa foi enterrado um dia após seu assassinato no cemitério da cidade de Parral, Chihuahua, em vez de na cidade de Chihuahua, onde ele havia construído um mausoléu. O crânio de Villa foi roubado de seu túmulo em 1926. De acordo com o folclore local, um caçador de tesouros americano, Emil Holmdahl, o decapitou para vender seu crânio a um milionário excêntrico que colecionava cabeças de figuras históricas. Há rumores de que o crânio está em posse da Sociedade Skull and Bones da Universidade de Yale. Seus restos mortais foram enterrados no Monumento à Revolução na Cidade do México em 1976. Museu Francisco Villa é um museu dedicado a Villa localizado no local de seu assassinato em Parral.
A suposta máscara mortuária de Villa estava escondida na Radford School em El Paso, Texas, até a década de 1980, quando foi enviada ao Museu Histórico da Revolução Mexicana em Chihuahua. Outros museus têm representações em cerâmica e bronze que não correspondem a esta máscara.

## Legado
Segundo o principal biógrafo de Pancho Villa, Friedrich Katz, o revolucionário era visto como um destruidor, mas na avaliação de Katz havia aspectos positivos nisso. Villa desempenhou um papel decisivo não apenas na destruição do regime de Huerta, mas também de todo o antigo regime. Durante o breve período de Villa como governador de Chihuahua, ele realizou uma importante reforma agrária. Em seu confisco de latifúndios e expulsão de seus proprietários, ele enfraqueceu essa classe. Na década de 1930, o presidente Lázaro Cárdenas terminou o desmantelamento do antigo sistema fundiário. A incursão de Villa em Columbus, Novo México, destruiu a crescente cooperação entre o governo de Carranza e os Estados Unidos e incitou os EUA a invadir o norte do México. Os bancos nos EUA pararam de emprestar ao governo de Carranza, bloqueando sua capacidade de reprimir as rebeliões camponesas em Morelos, San Luis Potosí e Villa. Katz credita o tempo de Villa como governador como altamente eficaz e economicamente benéfico para a população em geral. "De certa forma, pode ser chamado de primeiro estado de bem-estar no México".
Com seus restos mortais agora enterrados no Monumento à Revolução, Villa também foi homenageado com a adição de seu nome ao muro dos heróis mexicanos da Câmara dos Deputados. Em ambos os casos de reconhecimento oficial houve considerável controvérsia. O fato de a imagem e o legado de Villa não terem sido rapidamente apropriados e manipulados pelo partido no poder como a de Zapata manteve a memória e o mito de Villa no coração do povo. "Os gostos populares queriam que Villa fosse emocionante, não respeitável. Eles estavam apaixonados por Villa, o ousado Robin Hood, o sátiro e monstro, o desviante imprevisível, o guerrilheiro sujo e fora-da-lei com poder sobre os homens".
Villa não é universalmente aclamado. O historiador Alan Knight escreveu uma história massiva em dois volumes da Revolução Mexicana, mas em mil páginas de texto, Knight só fez referências esparsas a Villa. Ele enfatiza o passado de bandido de Villa, para quem a Revolução proporcionou uma mudança de título, não de ocupação.
Das grandes figuras da Revolução, Villa e Zapata são os mais conhecidos do grande público, como defensores dos despossuídos. Em contraste, aqueles que chegaram ao poder político, Madero, Carranza e Obregón são desconhecidos para a maioria fora do México. Demorou décadas para Villa receber o reconhecimento oficial como herói da Revolução. Tal como acontece com os outros sepultados no Monumento à Revolução, seus restos mortais repousam perto de alguns com quem lutou ferozmente em vida, incluindo Venustiano Carranza. Um estudioso observa: "Na morte como em vida, Carranza seria eclipsado por Francisco Villa".

## Batalhas e ações militares de Pancho Villa
A série de vitórias de Villa desde o início da Revolução Mexicana foi fundamental para a queda do ditador Porfirio Díaz, o triunfo de Francisco Madero e a derrota do usurpador Victoriano Huerta. Apesar de ter sofrido algumas derrotas, o general Villa continuou lutando e Carranza nunca conseguiu derrotá-lo definitivamente. Suas ações fizeram dele uma figura heróica para muitos mexicanos e estrangeiros. Suas ações militares incluíram:
| Batalha                              | Ano  | Resultado |
| ------------------------------------ | ---- | --------- |
| Batalha de San Andrés                | 1910 | Vitória   |
| Batalla de Santa Isabel              | 1910 | Vitória   |
| Primeira batalha da cidade de Juarez | 1911 | Vitória   |
| Segunda Batalla de Ciudad Juárez     | 1913 | Vitória   |
| Batalha da Terra Branca              | 1913 | Vitória   |
| Batalla de Chihuahua                 | 1913 | Vitória   |
| Batalha de Ojinaga                   | 1914 | Vitória   |
| Primeira Batalha de Torreón          | 1914 | Vitória   |
| Segunda Batalla de Torreón           | 1914 | Vitória   |
| Batalha de San Pedro de las Colonias | 1914 | Vitória   |
| Batalha de Paredão                   | 1914 | Vitória   |
| Batalla de Lerdo                     | 1914 | Vitória   |
| Batalha de Gomez Palacio             | 1914 | Vitória   |
| Batalha de Saltillo                  | 1914 | Vitória   |
| Batalla de Zacatecas                 | 1914 | Vitória   |
| Batalha de Sayula                    | 1915 | Vitória   |
| Batalla de Celaya                    | 1915 | Derrota   |
| batalha de trindade                  | 1915 | Derrota   |
| Batalha de Água Prieta               | 1915 | Derrota   |
| Batalla de Columbus                  | 1916 | Vitória   |
| Batalha de San Isidro                | 1916 | Vitória   |
| batalha de guerreiro                 | 1916 | Vitória   |
| Batalla de Chihuahua                 | 1916 | Vitória   |
| Terceira Batalha de Torreón          | 1916 | Vitória   |
| Batalha de Parral                    | 1918 | Vitória   |
| Terceira Batalha de Ciudad Juárez    | 1919 | Derrota   |
| Asedio de Durango                    | 1919 | Derrota   |